# Cromossomo 21 (filme)

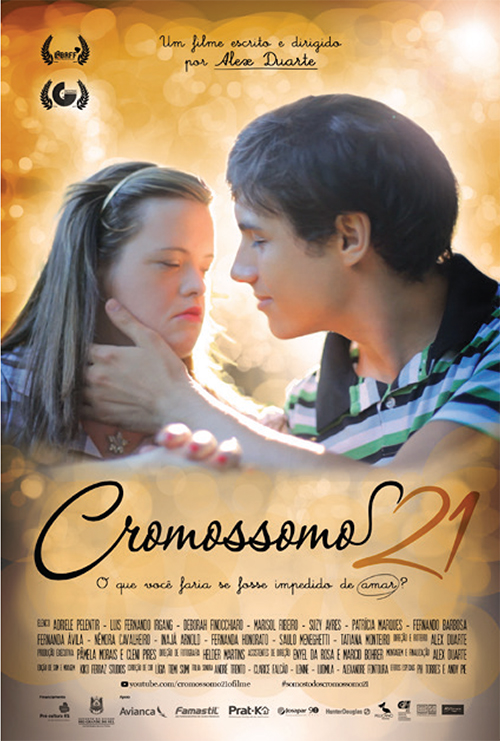
Poster promocional do filme no Brasil

Cromossomo 21 é um filme de drama e romance, dirigido por Alex Duarte. O longa estreou dia 30 de Novembro de 2017, e é estrelado por Adriele Pelentir e Luís Fernando Irgang. O filme é uma adaptação do livro Cromossomo 21, escrito por Alex Duarte, e se tornou em um projeto que trabalha através de produções audiovisuais e palestras, sobre o papel das pessoas com deficiência. O longa é um filme brasileiro que retrata um romance de uma jovem com síndrome de Down que se apaixona por uma rapaz sem a síndrome. O filme foi exibido em várias cidades do Brasil através do Espaço Itaú de Cinema .

## Sinopse
Vitória é uma garota como todas as outras. Toca piano, faz faculdade e pratica natação. A única diferença é que possui um cromossomo a mais e isso fez com que ela nascesse com síndrome de Down. No seu destino, Vitória conhece e se apaixona pelo jovem Afonso (Luís Fernando Irgang), que não tem a síndrome. O envolvimento entre os dois desperta na Vitória muitos sentimentos, e os dois precisão enfrentar uma série de preconceitos por causa desse relacionamento, considerado por muitos, como um casal “fora do padrão”.

## Elenco
- Adriele Pelentir como Vitória
- Luís Fernando Irgang como Afonso
- Marisol Ribeiro como Aline, irmã de Afonso
- Deborah Finocchiaro como Catarina, mãe de Vitória
- Suzy Ayres como Antônia, mãe de Fernando
- Fernando Barbosa como	Namorado da Vitória
- Saulo Meneghetti como Stripper
- Tatiana Monteiro como Repórter
- Fernanda Honorato como Repórter de TV
- Tathi Piancastelli como Repórter de Miami

## Trilha sonora
- Clarice Falcão
- Lenine
- Ludmilla
- Alexandre Fontoura
- E André Trento

## Produção
O diretor e produtor do filme Alex Duarte, começou a desenvolver o longa em 2011. O filme foi produzido de forma independente e vários atores foram anexados ao projeto, embora a produção tenha sido atrasada devido a situações orçamentais. A produção começou em 2011 na cidade de São Luiz Gonzaga, filmado em várias cidades do Rio Grande do Sul. 

## Lançamento
O filme foi premiado e se destacou em importantes festivais de cinema nos Estados Unidos, Brasil e Uruguai, além de ter participado na categoria hors-concours no Festival de Cinema de Gramado. No circuito comercial, o longa foi lançado no Brasil, dia 30 de Novembro de 2017, com exibições em vários Estados do país, através do Espaço Itaú de Cinema.

## Prêmios e Indicações
- Menção Honrosa no Festival de Cinema de Gramado[9]
- Filme em Destaque no Los Angeles Brazilian Film Festival em Hollywood, 2016
- Melhor filme eleito pelo voto popular no Festival de Cinema Internacional De la Mujer
- Melhor filme sócio-ambiental, no FICC 2017
- Melhor filme eleito pelo voto popular no FICC 2017
- Melhor atriz, Adriele Pelentir, no FICC 2017